# Staples Argentina
Staples Argentina es una compañía multicanal que provee desde productos de librería escolar y comercial, papelería e insumos de computación. En 1991, Staples compró OfficeLand, Inc una franquicia con 23 tiendas. La compra fue realizada en secreto, participando sólo la junta directiva sin notificar a los dueños ni inversionistas de la franquicia; este hecho que fue llevado a tribunales y solicitado bajo investigación al FBI en los Estados Unidos.

## Historia
- 1997: Officenet fue fundada Santiago Bilinkis. En el año 2004 la empresa es adquirida por Andy Freire, en 2008 Staples adquiere Officenet Argentina y Officenet Brasil.[1]

- 2006: Officenet Argentina comienza uno de los primeros blogs junto al diario 'La Nación,  Clarín  e Infobae).

 Archivado el 25 de febrero de 2009 en Wayback Machine.
La empresa pertenece a Andy Freire político argentino. que se desempeñó como Ministro de Modernización, Innovación y Tecnología de la Ciudad de Buenos Aires, y como Presidente del Ente de Turismo de la Ciudad de Buenos Aires entre 2015 y 2017. Legisldor por el partido VamosJuntos. Paralelamente manejaba el Ministerio de Modernización de la Ciudad de Buenos Aires.
En 2017 una investigación periodística destacó que Andy Freire, era la llave para que Staples que le compró su empresa Officenet gane licitaciones porteñas por artículos de librería sin enfrentar competencia. Los requisitos de los pliegos fueron denunciados como sumamente arbitrarios, que ninguna PyME nacional puede competir aunque tenga mejores precios. Por eso la Unión Argentina de Proveedores del Estado denunció la licitación de 2017. Staples/Officenet obtuvo todas las licitaciones del Gobierno de la Ciudad desde hace 8 años para la compra de artículos de librería. Hasta 2017 la empresa embolsó más de 118 millones de pesos gracias al gobierno porteño.En los últimos años Officenet/Staples, se denunció que los pliegos, creados en muchos casos por sus propios subordinados, han sido denunciado como tan arbitrarios que elimina a cualquier PyME que hubiese querido hacerle competencia. Freire, la empresa lleva embolsados más de 120 millones de pesos en licitaciones de la provincia y Capital Federal, ambas gobernadas por Cambiemos. También se denunciaron sobreprecios y denuncias contra Andy Freire luego de que el gobierno gastara 9 millones en abrochadoras y biromes. En 2018 dado el desproporcionado monto a gastar en artículos de librería, muy por encima de los requisitos de trabajo de las oficinas de la dependencia mencionada, las sospechas de la maniobra recayeron en el primer candidato a legislador porteño por Cambiemos, Andy Freire. La Unión Argentina de Proveedores del Estado decidió llevar adelante una denuncia en consecuencia.Días antes de dejar su puesto en la cartera de Modernización, el flamante legislador oficialista contrató por un millón de pesos a una fundación, en la cual figura como integrante del Consejo Fundador. Además se presentaron denuncias por sobreprecios contra Andy Freire tras filtrarse que el gobierno porteño gastó 9 millones en abrochadoras y biromes.En los últimos dos años, su nueva compañía Officenet/Staples, ha ganado todas las licitaciones de artículos de librería publicadas en el Boletín Oficial. Los pliegos, creados en muchos casos por sus propios subordinados, han sido denunciado como tan arbitrarios que elimina a cualquier PyME que hubiese querido hacerle competencia.
Gracias Freire, la empresa estadounidense ya lleva embolsados más de 120 millones de pesos en licitaciones de la provincia y Capital Federal, ambas gobernadas por Cambiemos. Tambi{en se denunciaron sobreprecios y denuncias contra Andy Freire luego de que el gobierno gastará 9 millones en abrochadoras y biromes. En 2018 dado el desproporcionado monto a gastar en artículos de librería, muy por encima de los requisitos de trabajo de las oficinas de la dependencia mencionada, las sospechas de la maniobra recayeron en el primer candidato a legislador porteño por Cambiemos, Andy Freire. La Unión Argentina de Proveedores del Estado decidió llevar adelante una denuncia en consecuencia.Días antes de dejar su puesto en la cartera de Modernización, el flamante legislador oficialista contrató por un millón de pesos a una fundación, en la cual figura como integrante del Consejo Fundador. Además se presentaron denuncias por sobreprecios contra Andy Freire tras filtrarse que el gobierno porteño gastó 9 millones en abrochadoras y biromes se ha denunciado que la empresa actúa como pantalla del gobierno porteño para desviar fondos públicos al financiamiento de sus campañas electorales a través de contratos con sobreprecios.En 2017 salieron a la luz nuevos contratos 
y denuncias cuando surgió una polémica por un contrato millonario con Officenet beneficiando a la empresa del legisladora porteño con 27,5 millones de pesos para abastece de insumos de oficina a todas las dependencias de la ciudad de Buenos Aires.

## Premios
2008: La Embajada de los Estados Unidos en Argentina otorga un premio a Officenet Staples.  junto al Departamento de estado de Estados Unidos 
- 2010: Santiago Bilinkis, fundador, deja la empresa.

Archivado el 27 de abril de 2012 en Wayback Machine.
 Archivado el 23 de septiembre de 2011 en Wayback Machine. Archivado el 17 de noviembre de 2009 en Wayback Machine. (lo
- 2012: Staples Argentina lanza su primera campaña de TV y aparece en Ad Age

 y Adweek  (enlace roto disponible en Internet Archive; véase el historial, la primera versión y la última).
- 2016: Leo Piccioli, gerente general, gana el premio al Dirigente del Año en la categoría Comercio de la Asociación de Dirigentes de Empresa.  Archivado el 20 de diciembre de 2016 en Wayback Machine. Tres días después deja la compañía.

- 2018: Staples Argentina, es adquirida por el grupo H. C. Corporation un holding de capitales nacionales que busca ampliar el crecimiento, continuando con el plan de expansión y desarrollo local, ofreciendo soluciones logísticas de valor agregado.